# پناهنده (فیلم ۱۳۷۲)
پناهنده فیلمی به کارگردانی و تهیه‌کنندگی رسول ملاقلی‌پور و با نقش‌آفرینی احمد نجفی، هنگامه مفید، مرضیه برومند، مسعود کرامتی و محمد کاسبی است که در سال ۱۳۷۲ منتشر شد.

## داستان فیلم
«بنفشه» و «سعید» زن و شوهری هستند که ده سال را در خارج از کشور با فعالیت در گروه‌های مخالف سپری کرده‌اند، به رغم مخالفت مافوقشان معروف به زاپاتا به ایران فرار می‌کنند. آنها فکر می‌کنند که زاپاتا کشته شده‌است. در حالیکه او برای کشتن یا باز گرداندن آنها به ایران آمده‌است. «سعید» و «بنفشه» به طور اتفاقی با «علی» یک بسیجی کهنه کار و راسخ آشنا می‌شوند.